# Oscar Lövgren (hymnolog)
Oscar Georg Lövgren, född 18 april 1899 i Norra Råda, Värmlands län, död 19 augusti 1980 i Sollentuna församling, var en svensk hymnolog och psalmförfattare. 
Han publicerade flera hymnologiska böcker, om bland andra Lina Sandell, Oscar Ahnfelt, Fanny Crosby och Solskenssångaren J.A. Hultman. För bland annat sitt stora Psalm- och sånglexikon, utgivet 1964, blev han i juni 1971 utnämnd till teologie hedersdoktor av Uppsala universitet. Detta var under decennier det grundläggande  hymnologiska referensverket för Sverige, men har nu efterträtts av det stora flerbandsverket Psalmernas väg. Kommentarer till text och musik i Den svenska psalmboken utgivet av hymnologen Per Olof Nisser och musikhistorikern Hans Bernsköld och med många medarbetare.